# Carlo Ruspi
Carlo Ruspi (1798-1863) est un peintre italien du XIXe siècle qui se spécialisa  dans la restauration et la copie de fresques étrusques.

## Biographie
Carlo Ruspi a exécuté de nombreuses copies de fresques pour les musées de Rome et de Naples. Il a  également réalisé 22 copies pour le roi de Bavière.
Si certaines de ces peintures restituent « à l'excès » les probables détails des fresques  originales (Tombe François de Vulci), ces reproductions laissent un témoignage unique d'œuvres étrusques aujourd'hui disparues (Charun de la Tombe Querciola).
Son fils Ercole Ruspi devint également peintre.

## Reproductions principales
- Dessins des décors gravés de miroirs étrusques
- Reproduction des fresques de la tombe Querciola
- Relevé au calque (dont à l'échelle 1) des fresques des  Tombes peintes du Triclinium et des Léopards de la  nécropole de Monterozzi en 1832 pour le musée grégorien du Vatican
- Relevés de tombes du colombarium de la Villa Pamphili à Rome
- Reproduction in situ des  fresques de la Tombe François de Vulci  juste après la dépose et le transfert à Rome des originaux.

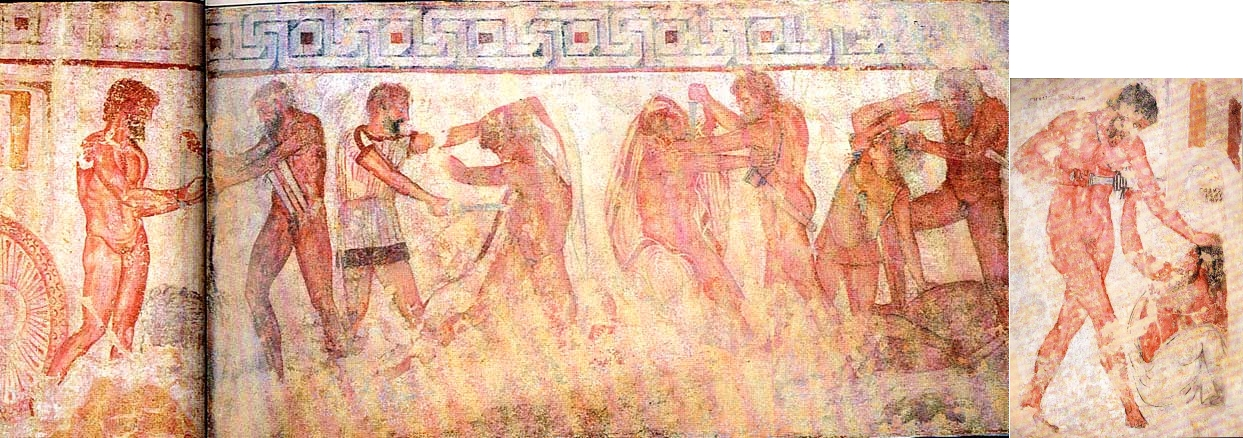
Scène de la Libération de Celio Vibenna originale détachée et transférée à Rome.

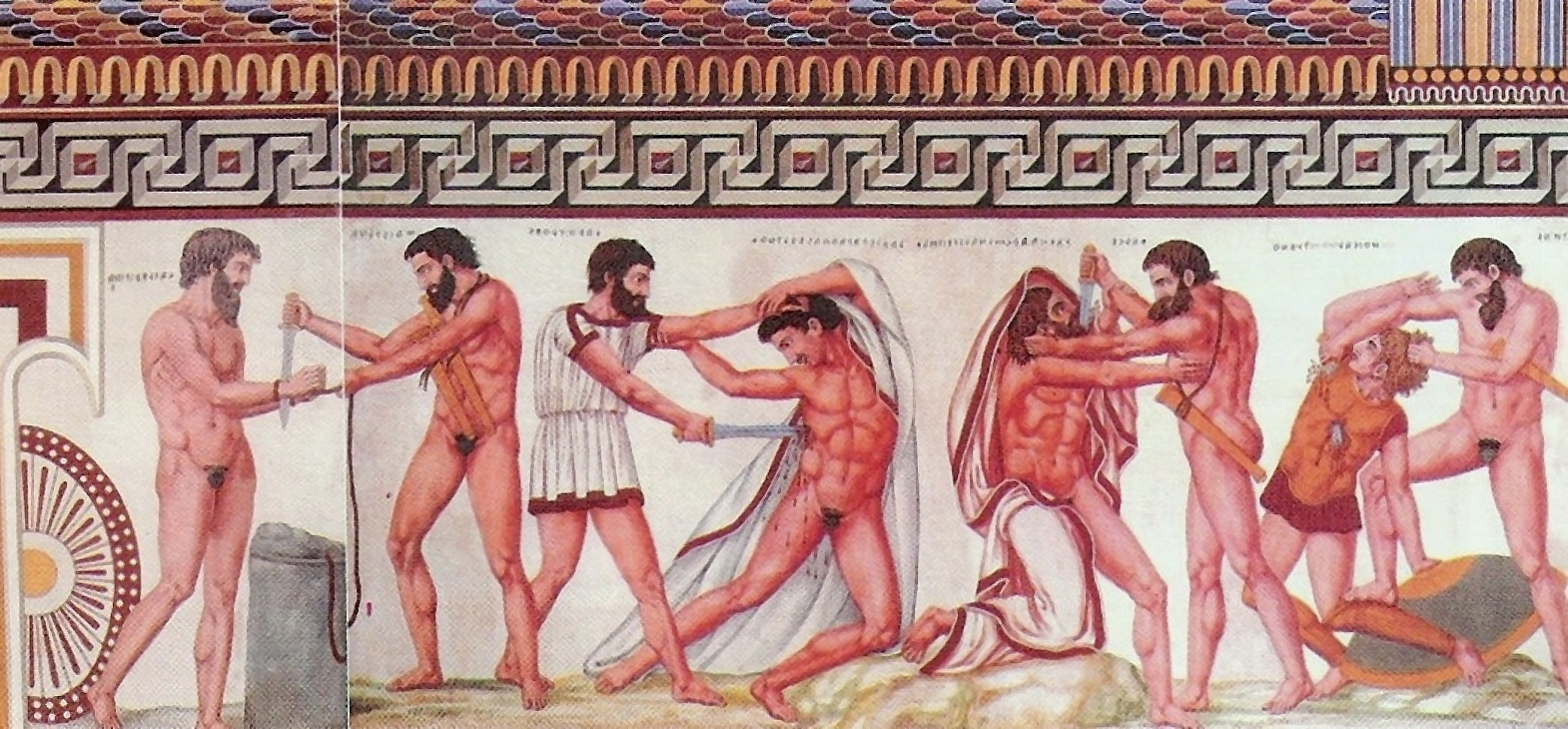
Copie/interprétation de Carlo Ruspi exécutée pour le site.